# زری‌کومه‌جا
زری‌کومه‌جا (به لاتین: Zərigümaco) یک منطقه مسکونی در جمهوری آذربایجان است که در شهرستان لریک واقع شده است. زری‌کومه‌جا ۵۱۷ نفر جمعیت دارد.

## ریشه واژه
زری نام یک شخص است. گومه تغییریافته واژه تالشی کومه با همین معنی در فارسی یا آلاچیق است. جو همان جا به‌معنی جایگاه و مکان است و زری‌گومه‌جو مکان کومه یا آلاچیق زری.